# Stornarella
Stornarella ist eine italienische Gemeinde (comune) mit 5329 Einwohnern (Stand 31. Dezember 2023) in der Provinz Foggia in Apulien. Die Gemeinde liegt etwa 28 Kilometer südöstlich von Foggia.
Stornarella gehört neben Ordona, Carapelle, Orta Nova und Stornara zu den cinque reali siti, einem landwirtschaftlich geprägten Gebiet in der Provinz Foggia.